# Margarita Bertheau

Margarita Bertheau

Margarita Bertheau Odio (sinh ra ở San José, Costa Rica vào ngày 13 tháng 5 năm 1913; mất tại Escazú (bang) vào ngày 21 tháng 11 năm 1975) là một họa sĩ và nhà quảng bá văn hóa người Costa Rica. Bảo tàng Nghệ thuật Costa Rica nói rằng cô được biết đến với "phong cảnh, chân dung, hình màu nước, và tác phẩm hình học, siêu thực và trừu tượng của cô."  Cô được mệnh danh là nữ họa sĩ vẽ tranh màu nước đầu tiên của đất nước mình. Bà có quan điểm độc lập và đương đại với làn sóng đầu tiên của các nghệ sĩ người Costa bao gồm Dinora Bolandi, Lola Fernandez và Sonia Romero. Bốn người này được cho là đã dạy mỹ thuật tại Đại học Costa Rica và đã tạo ra thế hệ thứ hai của các nghệ sĩ nữ người Costa Rica.
Bà đã làm việc với Francisco Amighetti trên một bức tranh tường có tên là Agriculture. Bức tranh tường là dành cho dinh tổng thống và được gọi là cả mục vụ và gây sốc vì nó cho thấy nông dân làm nông nhưng ở khoảng cách khác những người khác chạy như một người bị bắn.